# Runt hela världen
Runt hela världen är den svenska visselkonstnären Jan Lindblads tredje och sista musikalbum. Albumet släpptes på LP-skiva 1986.

## Låtförteckning
Sida 1
1. Runt hela världen
2. The Thorn Birds: Ledmotiv
3. Mera dil ye pugri
4. Odnozvutjno gremit kolokoltjik
5. Yellow Bird
6. Vaggvisa för en liten negerpojke canciones negras: nr 4, Cancion de

Sida 2
1. Jungle Fantasy
2. Kojo-No-Tsuki
3. Annie Laurie
4. L'ame des poetes
5. Ack Värmeland du sköna
6. Around the World